# Archiwum Państwowe w Białymstoku
Archiwum Państwowe w Białymstoku – instytucja, podległa Naczelnej Dyrekcji Archiwów Państwowych, powołana do gromadzenia, ewidencjonowania, opracowywania, udostępniania i popularyzacji materiałów archiwalnych.
Jej siedziba mieści się w Białymstoku przy ul. A. Mickiewicza 101, do października 2018 roku siedzibą Archiwum był "Cekhauz" zabytkowy budynek przy Rynku Kościuszki 4 w Białymstoku. Obszar działania Archiwum obejmuje jedenaście powiatów na terenie województwa podlaskiego (białostocki, bielski, grajewski, hajnowski, kolneński, łomżyński, moniecki, siemiatycki, sokólski, wysokomazowiecki i zambrowski) oraz sześć gmin z terenu województwa mazowieckiego (Andrzejewo, Nur, Szulborze Wielkie, Zaręby Kościelne i Boguty-Pianki w powiecie ostrowskim). W skład Archiwum wchodzą: Oddział I ewidencji, informacji, udostępniania materiałów archiwalnych; Oddział II opracowywania zasobu archiwalnego i popularyzacji materiałów archiwalnych; Oddział III nadzoru nad narastającym zasobem archiwalnym; Oddział IV Administracyjny oraz Oddział Zamiejscowy w Łomży.

## Historia archiwum
Mimo że akt oficjalnego utworzenia wydano na początku lat 50. XX w., zalążki instytucji są znacznie odleglejsze, bowiem już 17 lutego 1920 r. Tadeusz Łopuszański, ówczesny Minister Wyznań Religijnych i Oświecenia Publicznego, powołał do życia w Białymstoku Archiwum Państwowe. Jednakże dekrety i zarządzenia szły jednym torem, życie zaś zupełnie innym. Z przyczyn organizacyjnych przez rok nie udało się instytucji rozpocząć działalności, co gorsza, z powodu braków lokalowych w samym Białymstoku, podjęto decyzję o ustanowieniu tymczasowej siedziby Archiwum w, właśnie co przyłączonym do województwa, Grodnie. Decyzja ta była brzemienna w skutki o tyle, że siedziba tymczasowa stała się ostatecznie docelową, gdyż w obliczu wspomnianych trudności, z czasem w ogóle zrezygnowano z prób uruchomienia w Białymstoku Archiwum, a jego kompetencje terytorialne przejęła właśnie instytucja grodzieńska (co wydaje się w pewnym sensie zasadne, bowiem większość ówczesnego zasobu Archiwum stanowiły akta urzędów byłej guberni grodzieńskiej). W tym czasie na terenie województwa funkcjonowały jeszcze dwa archiwa – w Suwałkach i Łomży, z tym że oba w krótkim czasie zostały zlikwidowane (pierwsze z nich w 1926 r. wchłonęło, jak się okazuje bardzo przepastne, Archiwum w Grodnie, drugie zaś, cztery lata później – Archiwum Główne Akt Dawnych w Warszawie).
Kolejną, drugą już próbę stworzenia w Białymstoku instytucji odpowiedzialnej za zabezpieczanie archiwaliów, podjęto dopiero po zakończeniu działań II wojny światowej. 10 listopada 1950 r. Minister Oświaty – Stanisław Skrzeszewski wydał dekret powołujący Wojewódzkie Archiwum Państwowe w Białymstoku. Jednak i tym razem trudności natury organizacyjno-technicznej przeciągały uruchomienie instytucji znacząco w czasie. Dopiero po blisko trzech latach od wydania wspomnianego dekretu, tj. 1 stycznia 1953 r. Henryk Altman – Naczelny Dyrektor Archiwów Państwowych formalnie powierzył obowiązki dyrektora białostockiej placówki dr. Stefanowi Sobańcowi, dotychczasowemu dyrektorowi Archiwum Akt Nowych w Warszawie. Tym samym Archiwum Państwowe w Białymstoku, naówczas – Wojewódzkie Archiwum Państwowe, faktycznie rozpoczęło swoją działalność i zwyczajowo to właśnie tę datę z czasem przyjęto jako cezurę określającą jego powstanie, choć akt formalny wydany został trzy lata wcześniej.
Początki istnienia jednostki były niezwykle trudne. Przez pierwsze miesiące dr S. Sobaniec swoje obowiązki pełnił w prywatnym mieszkaniu, zasób instytucji stanowiło 55 metrów bieżących akt. 31 grudnia 1953 r., tj. po całym roku funkcjonowania „w próżni”, Archiwum otrzymało na swą siedzibę lokal w Wojewódzkim Zarządzie Związku Młodzieży Polskiej przy ul. J. Kilińskiego 16. Składał się on z jednego pomieszczenia biurowego i trzech (w niedługim czasie czterech) piwnic przeznaczonych na magazyny. Pozyskana baza lokalowa pozwalała na pomieszczenie łącznie 845 m.b. akt, choć panujące w niej warunki przechowywanie archiwaliów właściwie uniemożliwiały. Z początkiem 1954 r. WAP w Białymstoku przejęło od WAP w Warszawie nadzór nad Powiatowym Archiwum Państwowym w Łomży, który to – pod zmienionymi nazwami poszczególnych jednostek – trwa nieprzerwanie do dziś. W tym czasie Białemustokowi podlegały również PAP w Suwałkach i PAP w Ełku. Od 1955 r., przez wzgląd na niekorzystne warunki lokalowe, Archiwum w osobie dyrektora – wówczas Adama Filonika, czyniło starania o pozyskanie na swe potrzeby dawnej zbrojowni Branickich, tj. odbudowywanego budynku przy Rynku Kościuszki 4. Starania te zwieńczono, złożonym 13 grudnia tegoż roku do Prezydium WRN i KW PZPR w Białymstoku, formalnym wnioskiem o przydzielenie obiektu. Co prawda jeszcze w tym samym miesiącu PWRN podjęło uchwałę przychylającą się do przedmiotowego wniosku, jednak na jej realizację trzeba było poczekać kolejnych kilka lat.
W sierpniu 1959 r. kontrola Państwowej Inspekcji Pracy, w związku ze szkodliwymi, zagrażającymi zdrowiu pracowników warunkami, zamknęła dostęp do magazynów archiwalnych WAP w Białymstoku. Być może fakt ten wpłynął mobilizująco na ówczesnych decydentów, gdyż 20 czerwca 1960 r., Archiwum uzyskało ostateczną decyzję o przekazaniu na jego potrzeby Cekhauzu Branickich przy Rynku Kościuszki 4. Z początkiem lipca instytucja rozpoczęła przeprowadzkę do nowego obiektu (do przewiezienia było łącznie 170 zespołów, liczących 450 m.b. akt oraz ośmiu stałych, etatowych pracowników), którą ostatecznie zakończyła po dwóch latach. Rok 1963 był rokiem ważnym pod kątem kształtowania dzisiejszego zasobu Archiwum, gdyż właśnie wtedy (we wrześniu) miało miejsce pierwsze przejęcie od NDAP akt rewindykowanych ze Związku Sowieckiego. Były to głównie XIX-wieczne, rosyjskojęzyczne materiały proweniencji białostockiej. Rok później zwiększyła się ilość podległych WAP w Białymstoku placówek archiwalnych do czterech – do wcześniejszych PAP w Łomży, Suwałkach i Ełku, dołączyło powołane mocą decyzji NDAP – PAP w Bielsku Podlaskim, mające objąć zasięgiem swego działania powiat bielski, hajnowski i siemiatycki.
1 października 1965 r. Henryk Majecki zastąpił na stanowisku dyrektora Archiwum A. Filonika, który postanowił przejść na emeryturę. Trzy lata później miał miejsce kolejny ważny moment w kształtowaniu zasobu Archiwum – instytucja przejęła z AGAD kilkanaście zespołów administracji państwowej byłych guberni łomżyńskiej i suwalskiej z okresu zaboru rosyjskiego (m.in. Kancelarię Gubernatora Łomżyńskiego, Rząd Gubernialny Łomżyński czy Komisję Województwa Augustowskiego i Rząd Gubernialny Augustowski), a dyrektor – H. Majecki, rozpoczął starania o przekazanie do Białegostoku akt Kamery Wojny i Domen Prus Nowowschodnich.
Z końcem stycznia 1976 r., w wyniku wprowadzonej w połowie poprzedniego roku reformy administracyjnej, Naczelny Dyrektor – Leon Chajn wydał zarządzenie dostosowujące sieć archiwalną do nowego podziału administracyjnego państwa. Jego mocą powołano odrębne, samodzielne WAP w Suwałkach, któremu podporządkowano oddział terenowy w Ełku. Tym samym obie te placówki przestały figurować w strukturze organizacyjnej WAP w Białymstoku. Nadal do niej natomiast należały dwie pozostałe jednostki – w Łomży i Bielsku Podlaskim, którym jedynie zmieniono dotychczasowe nazwy odpowiednio na: WAP w Białymstoku Oddział w Łomży i WAP w Białymstoku Ekspozytura w Bielsku Podlaskim.
Wraz ze zmianami ustrojowymi kraju, Archiwum na początku 1990 r. przejęło (według ówczesnego dyrektora – H. Majeckiego razem z pomieszczeniami magazynowymi) archiwum Komitetu Wojewódzkiego PZPR w Białymstoku. Jednak po przejściu lokali Komitetu na własność Filii Uniwersytetu Warszawskiego w Białymstoku, zmuszone było szukać dodatkowych przestrzeni magazynowych, mogących pomieścić tak znaczny pod względem gabarytu nabytek. W porozumieniu z Magistratem wydzierżawiło więc 170 m² powierzchni w lokalu Żłobka Miejskiego przy ul. Wesołej 10. W nowo pozyskanych magazynach zdeponowano całość akt KW PZPR wraz z dokumentacją organizacji młodzieżowych. Zasób Archiwum liczył naówczas 1702 zespoły archiwalne, złożone z 324 492 j.a., co stanowiło 2 565 m.b. akt. Podjęte kroki, mające na celu zabezpieczenie jednostce przestrzeni magazynowej, mimo że na blisko dziesięć lat problem rozwiązały, z czasem okazały się niewystarczające. Dlatego też w lipcu 2001 r. Archiwum opuściło pomieszczenia żłobka i przeniosło przechowywany tam zasób do wynajętego magazynu przy ul. Hetmańskiej. Jednak i to rozwiązanie nie wytrzymało próby czasu, w związku z czym w kwietniu 2004 r. APB podpisało z Telekomunikacją Polską umowę na wynajęcie blisko 400 m² powierzchni magazynowej w budynku przy ul. Skorupskiej 17. Nowy obiekt umożliwiał przechowywanie 2 kilometrów bieżących akt, co zabezpieczyło placówkę na kolejnych kilkanaście lat działalności.

## Zasób archiwum

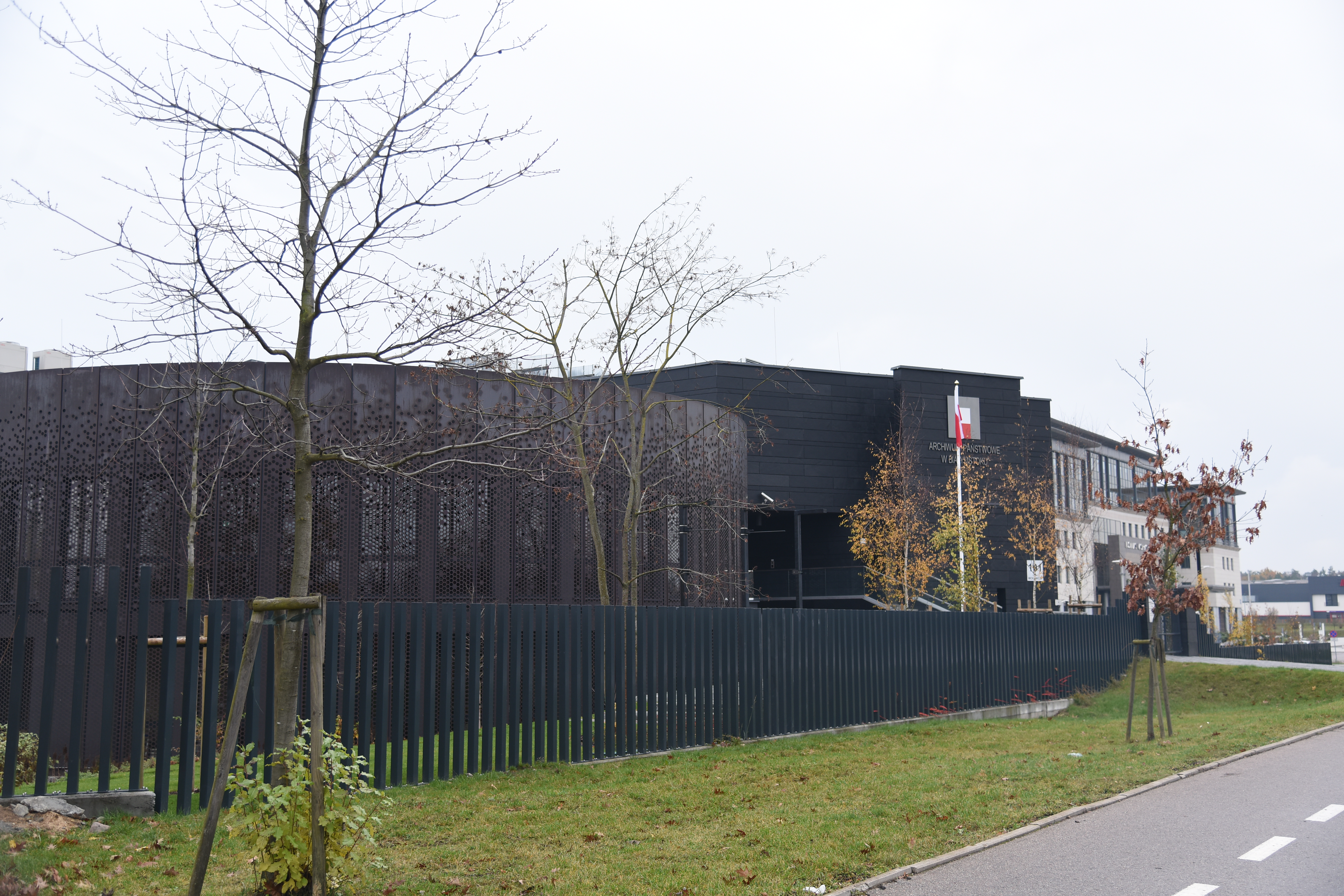
Sztab Archiwum przy ulicy Mickiewicza

Z końcem 2018 r. Archiwum Państwowe w Białymstoku przechowywało 1643 zespoły archiwalne, złożone z 333 471 j.a., co stanowi łącznie niewiele ponad 3 kilometry bieżące akt (3048,92 m.b.) - Archiwum w rozumieniu jego białostockiej centrali, natomiast w ujęciu całej instytucji, a więc z Oddziałem w Łomży, było to 2427 zespołów, zawierających 478 620 j.a., co stanowi 4239,01 m.b. akt. Zasób Archiwum tworzą głównie akta administracji państwowej i samorządowej (szczebla – w zależności od okresu historycznego – departamentalnego, gubernialnego, wojewódzkiego, powiatowego, gminnego, jak i akta pojedynczych miast), dokumentacja wymiaru sprawiedliwości (sądów i prokuratur, notariatów, komorników i więziennictwa), akta stanu cywilnego (tak rzymskokatolickie, prawosławne, unickie, jak i ewangelickie, okręgów bożniczych czy gmin muzułmańskich – jako jedyne archiwum w kraju posiada tak zróżnicowane pod względem wyznaniowym materiały metrykalne), archiwalia instytucji gospodarczych i finansowych, stowarzyszeń i partii, instytucji oświatowo-kulturalnych, a także niewielka reprezentacja akt rodzinno-majątkowych (np. Silva rerum rodu Krassowskich herbu Ślepowron). Najstarsze materiały sięgają pierwszej połowy XVII w., są to, nieliczne, przykłady ksiąg prowadzonych w lokalnych sądach szlacheckich – ziemskich i grodzkich, których najodleglejsze wpisy pochodzą z 1640 roku.
Archiwum Państwowe w Białymstoku, oprócz zadań zogniskowanych wokół gromadzenia, przechowywania i zabezpieczania materiałów archiwalnych, prowadzi także działalność wydawniczą, edukacyjną, popularyzatorsko-promocyjną, digitalizacyjną (zmierzającą do udostępniania całości swego zasobu on-line), a także badawczą. Organizuje, w porozumieniu z ośrodkami akademickimi, praktyki zawodowe dla studentów, przechowuje i zabezpiecza dokumentację niearchiwalną, pozostałą po zlikwidowanych zakładach pracy, a od 2018 roku – również i karty wyborcze z wyborów samorządowych, parlamentarnych, prezydenckich i wyborów do Parlamentu Europejskiego.

## Siedziba archiwum
W latach 1960–2018 Archiwum mieściło się w zabytkowym budynku (dawnej Zbrojowni Branickich) przy Rynku Kościuszki 4, natomiast główne magazyny placówki - przy ul. Skorupskiej 17. Jednakże stale powiększający się zasób, nowe zadania i wymagania stawiane jednostce (m.in. konieczność zapewnienie odpowiedniej infrastruktury teleinformatycznej, zorganizowanie profesjonalnej pracowni konserwacji i digitalizacji akt), uniemożliwiały sprawne funkcjonowanie w posiadanej bazie lokalowej. Podejmowane działania, mające tę sytuację rozwiązać, były od początku rozwiązaniami przejściowymi, nie mogły zatem pełnić roli dalekosiężnej polityki lokalowej Archiwum. Dlatego też obecny dyrektor Archiwum – Marek Kietliński rozpoczął starania o pozyskanie nowej, odpowiedniej siedziby, by zakończyć ostatecznie problemy przestrzeni magazynowej placówki. Pierwsze rozmowy z Magistratem, skupione wokół projektu zamiany budynku przy Rynku Kościuszki 4 na trzykondygnacyjną nieruchomość przy Al. J. Piłsudskiego 11/1 miały miejsce już w 2000 roku. Ze względu na stan fizyczny obiektu negocjacje zakończyły się fiaskiem. Przez następne lata padały kolejne, podobne propozycje – od przystosowania na potrzeby Archiwum obiektu biurowego Centrum Handlowego „Ryska”, poprzez zagospodarowanie budynków białostockiego MPEC, PSS „Społem”, na adaptacji międzywojennych zabudowań dawnej składnicy wojskowej przy ul. Węglowej kończąc. Ostatecznie dr Sławomir Radoń – ówczesny Naczelny Dyrektor Archiwów Państwowych uznał, że korzystniejszym rozwiązaniem od adaptacji będzie budowa nowej siedziby APB od podstaw. W 2008 r. Białystok znalazł się więc na liście przyszłych, potencjalnych inwestycji NDAP. W tym samym roku M. Kietliński wystąpił do Tadeusza Trsukolaskiego – prezydenta miasta, z prośbą o przekazanie na rzecz budowy działki. 16 lutego 2009 Magistrat zaproponował zamianę dotychczasowej siedziby Archiwum na działkę budowlaną, położoną przy ul. A. Mickiewicza (w sąsiedztwie Sądu Rejonowego). Jednakże finalizacja formalności związanych z przedmiotową zamianą trwała kolejnych kilka lat. 7 listopada 2014 ustanowiono trwały zarząd opisanej działki na rzecz Archiwum Państwowego w Białymstoku. Rok później ogłoszony został przetarg na opracowanie dokumentacji projektowej obiektu, a pod koniec tegoż roku (tj. 4 grudnia 2015 r.) Urząd Miejski w Białymstoku wydał Decyzję 1159/2015, zezwalającą na jego budowę. 22 sierpnia 2016 r. Archiwum podpisało z firmą Skanska umowę, obejmującą wykonanie i wyposażenie nowej siedziby. Niecały rok później (29 mają 2017 r.) wmurowany został akt erekcyjny, a z końcem wzmiankowanego roku inwestycję zakończono. Po długotrwałej i skomplikowanej akcji przemieszczania zasobu, archiwalia i pracownicy Archiwum przenieśli się do nowego obiektu w październiku 2018 roku. W 2019 r. jest to nadal najnowocześniejszy obiekt archiwalny w Polsce.